# Hanneli Mustaparta

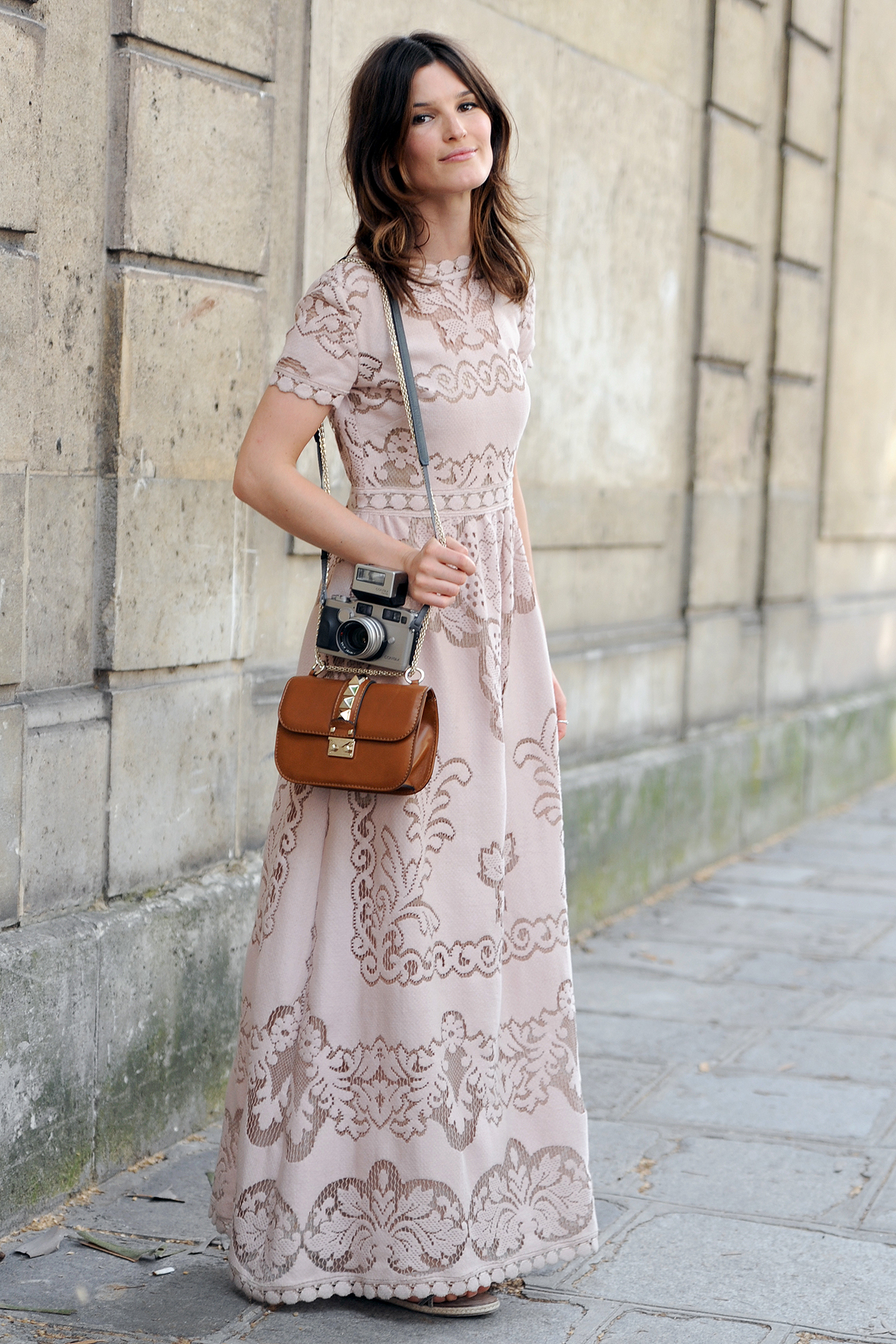
Hanneli Mustaparta během Paris Haute Couture Shows 2012

Hanneli Mustaparta (* 13. října 1982 v Bærum, Norsko) je norská fotografka, módní bloggerka, stylistka a bývalá modelka. Je autorkou módního blogu Hanneli a přispívá do časopisu Vogue. V roce 1999, v jejích sedmnácti letech, ji objevil módní fotograf Per Heimly.

## Online kariéra
Některé z autorčiných projektů byly zahrnuty ve Vogue 2010 „Best Dressed Issue“, stylingu pro H&M „Womenswear and Menswear Styling Session“, publikovala rozhovor s šéfredaktorkou Vogue Italia Francou Sozzani, a zastávala pozici hostitelky a moderátorky se šéfredaktorem časopisu Vogue a porotcem soutěže Amerika hledá topmodelku André Leonem Talleym pro webové vysílání CBS „Fashion's Night Out“. Na začátku roku 2011 získala licenci mezinárodní značka oblečení Zara a vydala několik autoportrétních triček „Hanneli Mustaparta“ ve čtyřech variantách. První vydání triček Zary činilo 160 000 kusů, které byly prodávány v obchodech Zara po celém světě.